# Jimmy Tatro
James Richard Tatro (East Los Angeles, 16 febbraio 1992) è un attore, comico e youtuber statunitense.
È il creatore e la star del canale di YouTube LifeAccordingToJimmy, che ha più di 3,4 milioni di iscritti e oltre 595 milioni di visualizzazioni. Tatro scrive, produce e dirige ciascuno dei suoi bozzetti video con il suo amico, Christian A. Pierce.

## Biografia
Tatro è nato e cresciuto a Los Angeles, in California. Ha frequentato la Notre Dame High School in Sherman Oaks. Ha iniziato a fare video comici con gli amici al liceo, e poi ha continuato a farlo all'Università dell'Arizona che ha abbandonato all'ultimo anno.

## Carriera
Tatro si è esibito in cabaret in tutto il paese in comedy club e campus universitari. Tatro ha fatto il suo debutto cinematografico nel 2013 con un ruolo minore al fianco di Adam Sandler in Un weekend da bamboccioni 2. Poi, nell'anno seguente, è apparso in 22 Jump Street con Jonah Hill e Channing Tatum, e nel 2016 è apparso nell'adattamento cinematografico di Blue Mountain State.
Nel 2017 recita nella serie di Netflix Original American Vandal, nello stesso anno ha annunciato tramite i social media di essersi unito al cast del film Smallfoot - Il mio amico delle nevi, uscito nelle sale americane nel settembre 2018.
Il 14 novembre 2018 annuncia la seconda stagione di The Real Bros of Simi Valley pubblicando il trailer sul proprio canale YouTube.

### LifeAccordingToJimmy
Nel 2011 Tatro apre il suo canale di YouTube, LifeAccordingToJimmy, con il suo partner creativo, Christian Pierce, in cui carica scenette comiche. A settembre 2019 raggiunge i 3,3 milioni di inscritti. Nei video di Tatro hanno avuto numerose apparizioni di celebrità, tra cui: Angela Kinsey, David Henrie, Alexander Ludwig, Emily Osment, Darin Brooks, Milo Ventimiglia, Riff Raff, Pauly Shore, e Liliana Mumy.
Nel 2014, il suo canale YouTube è stato inserito nella Top 100 Canali di New Media Rockstars, al 92º posto.

## Filmografia

### Cinema
- Un weekend da bamboccioni 2 (Grown Ups 2), regia di Dennis Dugan (2013)
- 22 Jump Street, regia di Phil Lord e Chris Miller (2014)
- Internet Famous, regia di Michael J. Gallagher (2016)
- FML, regia di Jim Smith (2016)
- Boo! A Madea Halloween, regia di Tyler Perry (2016)
- Action No. 1 (2018)
- Camp Manna (2018)
- Super Troopers 2, regia di Jay Chandrasekhar (2018)
- Stuber - Autista d'assalto (Stuber), regia di Michael Dowse (2019)
- Bad Education, regia di Cory Finley (2019)
- Il re di Staten Island (The King of Staten Island), regia di Michael Dowse (2020)
- The Wolf of Snow Hollow , regia di Jim Cummings (2020)
- Theater Camp, regia di Molly Gordon e Nick Lieberman (2023)

### Televisione
- Homemade Movies – serie TV, episodio Tim Burton's I'm Batman (2013)
- Betch - serie TV, 1 episodio (2016)
- Drive Share - serie TV, 1 episodio (2017)
- American Vandal – serie TV, 8 episodi (2017)
- The Real Bros of Simi Valley – serie TV, 25 episodi (2017–in corso)
- The Guest Book – serie TV, 10 episodi (2018)
- Modern Family – serie TV, 10 episodi (2018-2019)
- Streghe (Charmed)– serie TV, episodio 1x14 (2019)
- Tacoma FD – serie TV, 3 episodi (2019)
- The Now – serie TV, in produzione (2020)
- Economia domestica – serie TV, 42 (2021-2023)

### Cortometraggi
- How to Have Sex on a Plane

### Doppiatore
- Air Bound, regia di Yoshihiro Komori e Tomohiro Kawamura (2015)
- Smallfoot - Il mio amico delle nevi (Smallfoot), regia di Karey Kirkpatrick (2018)

## Doppiatori italiani
Nelle versioni in italiano delle opere in cui ha recitato, Jimmy Tatro è stato doppiato da: 
- Corrado Conforti in 22 Jump Street
- Fabrizio De Flaviis in Stuber - Autista d'assalto
- Gabriele Sabatini in Il re di Staten Island
- Alessio Nissolino in American Vandal
- Paolo Vivio in Modern Family

Da doppiatore è sostituito da:
- Luigi Calagna in Smallfoot - Il mio amico delle nevi
- Luca Graziani in Monsters & Co. La serie - Lavori in corso
- Gabriele Lopez in Diario di una schiappa - La legge dei più grandi